# Tikopiś (przystanek kolejowy)
Tikopiś (ros. Тикопись) – przystanek kolejowy w miejscowości Tikopiś, w rejonie kingiseppskim, w obwodzie leningradzkim, w Rosji. Położony jest na linii Petersburg – Iwangorod – Tallinn.

## Historia
Mijanka powstała w czasach carskich na trasie Kolei Bałtyckiej. W późniejszym okresie przebudowana została do przystanku.